# Gewerbegebiet Roßau
Das Gewerbegebiet Roßau ist ein Stadtteil von Innsbruck.

## Lage und statistische Daten
Die Roßau ist ein statistischer Stadtteil der Stadt Innsbruck, der zur Fraktion und Katastralgemeinde Amras gehört. Er ist identisch mit dem statistischen Bezirk (Zählbezirk) Amras-Nord und hat eine Fläche von 181,1 ha, 339 Einwohner und 269 Gebäude (Stand April 2014). 11,2 % der Bevölkerung sind jünger als 15 Jahre, 5,6 % älter als 65. Der Ausländeranteil beträgt 81,1 % (Stand 2013).
Der Stadtteil wird im Norden durch den Inn zum Olympischen Dorf, im Westen durch den Langen Weg zur Reichenau und im Süden durch die Inntalautobahn und den Autobahnzubringer (B174) zu Amras begrenzt. Im Osten grenzt die Roßau an die Gemeinden Rum und Ampass.

## Geschichte
Die Roßau war ursprünglich ein zur Gemeinde Amras gehörendes Augebiet am Inn, das mit Amras 1938 nach Innsbruck eingemeindet wurde.
Bereits im 18. Jahrhundert gab es Pläne, die Au trockenzulegen und landwirtschaftlich zu nutzen, was aber nicht möglich war, da das Innufer nicht ausreichend verbaut war und das Gebiet regelmäßig überschwemmt wurde. Erst im 20. Jahrhundert wurde die Au endgültig beseitigt, noch bis in die 1950er Jahre existierte ein kleiner Auwald.
Von 1941 bis 1945 befand sich im Gebiet der Roßau das Lager Reichenau, zunächst ein Auffanglager für italienische Zivilarbeiter, dann ein Arbeitserziehungslager der Gestapo.

## Das Gewerbegebiet

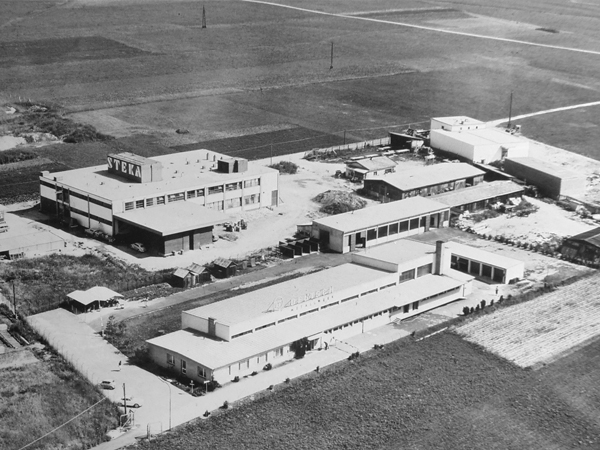
Die Steka-Werke um 1962

Ab den 1960er Jahren entwickelte sich die Roßau zum Gewerbegebiet. Als einer der ersten größeren Betriebe siedelte sich hier 1963 der Milchhof Innsbruck (heute Tirol Milch) an.
1991 befanden sich in der Roßau 176 Arbeitsstätten mit 4411 Beschäftigten, 2011 bereits 705 Betriebe mit 9235 Beschäftigten.
Seit den 1980er Jahren kamen zum klassischen Industrie- und Gewerbegebiet vermehrt Handels- und Dienstleistungsbetriebe hinzu. Betrug die Verkaufsfläche im Einzelhandel 1976 noch 2109 m², waren es 1999 bereits 37.456 m².

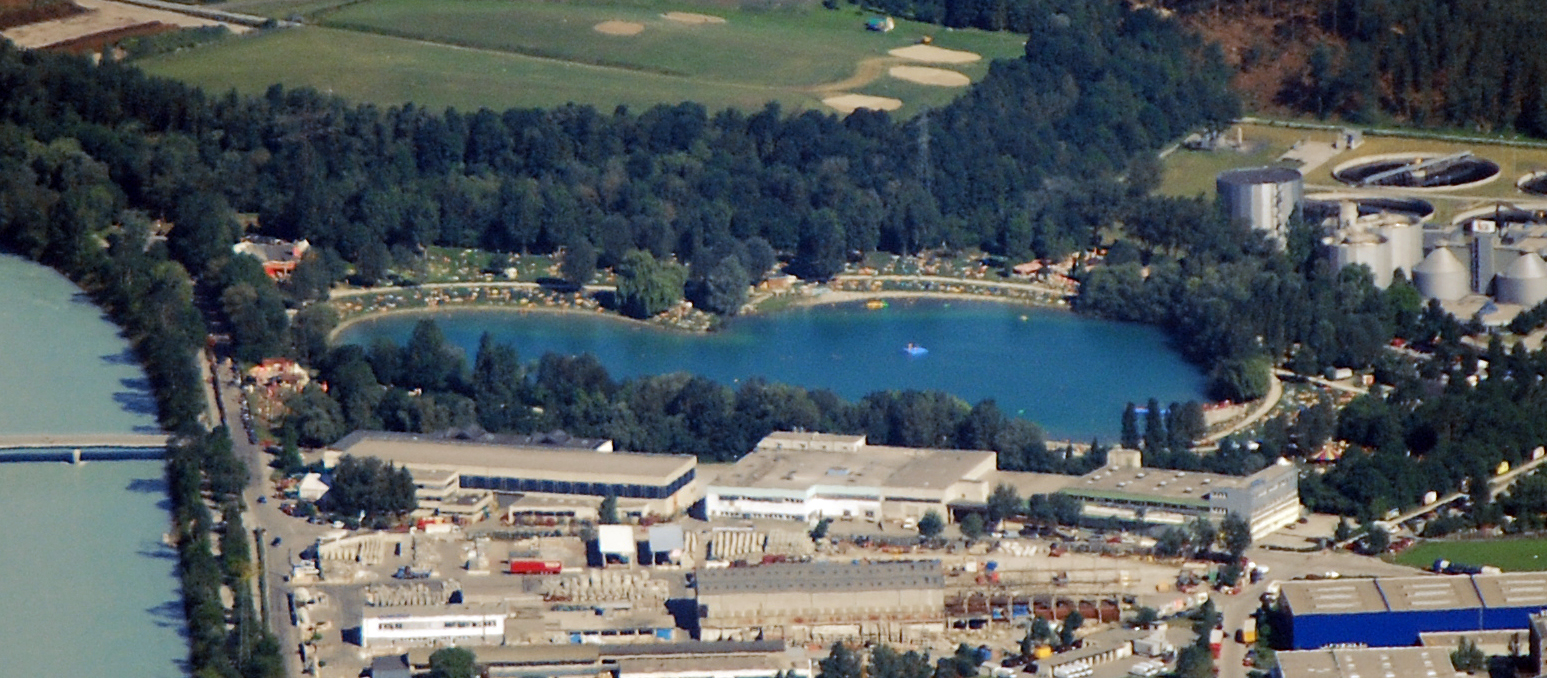
Der Baggersee mit der ehemaligen Mülldeponie im Hintergrund

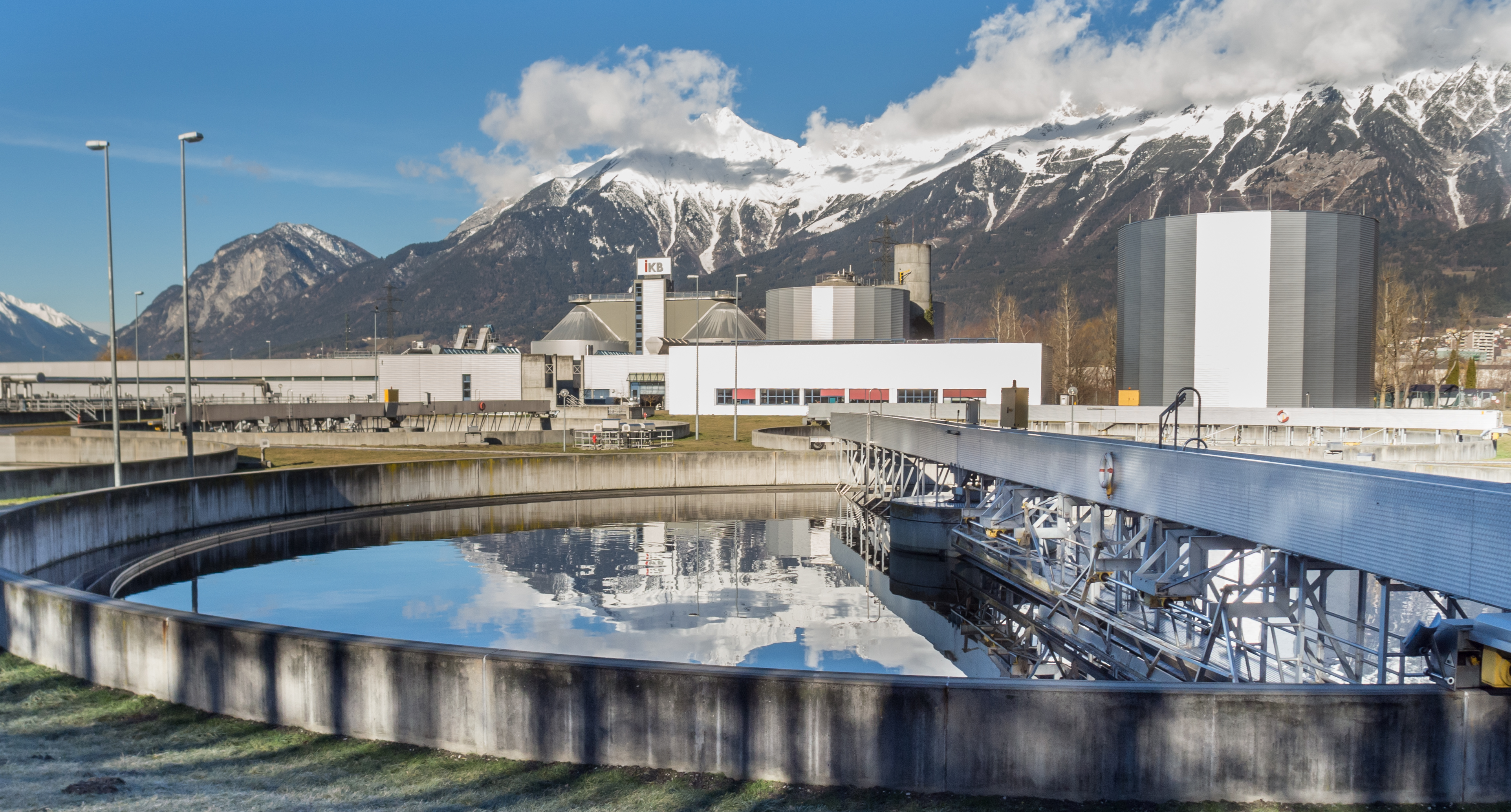
Die Kläranlage

Von 1942 bis 1976 befand sich am Ostrand der Roßau eine Mülldeponie. Auf einer Fläche von 20 ha wurden 3 Millionen m³ Hausmüll, Bauschutt und Industrieabfälle gelagert. Die Deponie wurde danach saniert, begrünt und in eine städtische Freizeitanlage umgewandelt.
1979 wurde eine nicht mehr genutzte Kiesgrube zu einem Badesee, dem Baggersee Roßau umgewandelt, der sich zur beliebten Freizeitanlage entwickelt hat, die neben dem Badebetrieb auch für andere Sportarten zur Verfügung steht.
Am südlichen Rand der Roßau, zwischen Baggersee und Autobahn, befindet sich die Kläranlage, die neben den Innsbrucker Abwässern die aus 14 Umlandgemeinden behandelt, bevor sie in den Inn geleitet werden.

## Verkehr
Die Roßau hat direkten Anschluss an den Autobahnzubringer zur Inntalautobahn. Die New-Orleans-Brücke, die nur für Fußgänger, Radfahrer und den öffentlichen Verkehr freigegeben ist, verbindet die Roßau auf der Höhe des Baggersees mit dem Olympischen Dorf. Die IVB-Buslinien R, F und T erschließen den Stadtteil.